# 최원철 (축구 선수)
최원철(1995년 5월 26일 ~ )은 대한민국의 축구 선수로서 포지션은 수비형 미드필더이다. 현재 부천 FC 1995 소속으로 뛰고 있다.